# 橘俊江
橘 俊江（たちばな としえ、1969年9月12日 - ）は、日本のフリーアナウンサー。

## 来歴
石川県小松市出身。
石川県立小松高等学校、日本女子大学を卒業後、大手コンピュータ会社のシステムエンジニアになるが、NHK長野放送局が1998年長野オリンピックの開催を前にして契約キャスターを募集していることを知り、これに応募・合格。放送業界へ転向し、オリンピック関連の番組を主に担当する。
NHKとの契約の終了後、2000年に北陸放送 (MRO) に入社。同局のアナウンサーになり、テレビ番組とラジオ番組の双方に出演する。
後に北陸放送を退社し、フリーに転向。2009年から2010年までQVCのショッピングナビゲーターを務めていた。

## 担当番組

### NHK長野放送局
- イブニングネットワーク信州 - オリンピックコーナー担当
- おはよう信州

### MROテレビ
- MROテレポート6 - 天気予報担当[5]、土曜版キャスター[6]
- MRO NEWS ON 6 - 土曜版キャスター[1]
- MROイブニングニュース[7]

### MROラジオ
- 今日も“シャキ”っと - 水曜・木曜担当[5]
- マイホームニュース[5]
- 金澤ブルワリーガーデン トーキングジャグ[5]
- アナウンサー・ドラマ・スタジアム - 日曜担当[6]
- 石川名物!GOGOは本多町3丁目[1]
- ばらラジ[1]